# Асоса
Асо́са (амх. አሶሳ) — град на западу Етиопије, административни центар региона Бенишангул-Гумуз.

## Географија
Асоса се налази недалеко од границе са Суданом, на висоте 1570 м изнад висине мора..

## Саобраћај
У граду постоји и аеродром.